# Christophe Branlard
Christophe Branlard, né le 9 mars 1970 à Nevers, est un footballeur français  évoluant au poste d'attaquant.

## Biographie
Christophe Branlard fait ses débuts au sein de la section sport-étude de l'AJ Auxerre, avant d'intégrer le centre de formation du club. Il parvient à faire partie de l'équipe réserve, jouant en Division 3. En 1991, il rejoint le Stade poitevin et connait trois montées, permettant à Poitiers de rejoindre la Division 2 pour la saison 1995-1996,,. Il en profite pour signer son premier contrat professionnel. 
Le club redescend à l'étage inférieur après une année et l'attaquant s'engage avec le FC Martigues, fraîchement relégué de Division 1. Après une première année où il est titulaire, il est victime d'une rupture des ligaments du genou et manque la quasi-totalité de la saison 1997-1998. Après cela, il signe avec le RC France 92, en National, où il retrouve son ancien coéquipier Samir Lagnaoui. Il n'y reste qu'une saison avant de finir sa carrière dans son ancien club de Poitiers, puis dans celui de la ville de Buxerolles.
Ensuite, Christophe Branlard entre à la mairie de cette dernière commune et travaille auprès du monde associatif. Il est convaincu par des policiers de passer les concours nécessaires, et rejoint la Police nationale, en août 2009, comme gardien de la paix. À côté, il entraîne l'équipe de Bonnes, évoluant au niveau départemental, pendant trois saisons. Il arrête en 2011, déçu par l'« état d'esprit des joueurs », leur reprochant un manque d'investissement, et se met à l'écart du milieu footballistique. Toutefois, plus tard, il prend en main l'équipe des moins de 15 ans de l'US Chauvigny.